# Sense8
Sense8 est une série télévisée américaine de science-fiction en 24 épisodes, créée par les Wachowski et Joseph Michael Straczynski et diffusée entre le 5 juin 2015 et le 8 juin 2018 sur la plateforme de vidéo à la demande Netflix.
L'histoire tourne autour de huit personnes, réparties à travers le monde, qui deviennent soudainement connectées sur les plans intellectuel, émotionnel et sensoriel. La série explore des thèmes que ses réalisateurs pensent être généralement ignorés par les séries de science fiction, notamment la politique, l'identité, la sexualité, le genre et la religion.
Les Wachowski ont réalisé la majeure partie de la série, le reste étant partagé avec des anciens collaborateurs : Tom Tykwer, James McTeigue et Dan Glass. La série est la première production du Studio JMS et a gagné le GLAAD Media Awards de la Meilleure série dramatique en 2016.

## Synopsis
Une femme se suicide dans les ruines d'un temple méthodiste situé à Chicago, aux États-Unis. Sa mort mêle mystérieusement les existences de huit individus éparpillés aux quatre coins du monde. En effet, Nomi, Will, Riley, Capheus, Sun, Lito, Kala et Wolfgang partagent désormais des expériences intellectuelles, émotionnelles et sensorielles communes et se retrouvent capables d’intervenir dans leurs réalités respectives. Ils ne sont pas les seuls à disposer de ces capacités et sont recherchés par une organisation aux desseins obscurs.

## Distribution

### Acteurs principaux
Les Sensitifs membres du Cercle
- Aml Ameen (saison 1) / Toby Onwumere (saison 2) (VF : Namakan Koné) : Capheus « Van Damn » Onyango
- Bae Doona (VF : Geneviève Doang) : Sun Bak
- Jamie Clayton (VF : Marjorie Frantz) : Nomi Marks
- Tina Desai (VF : Laura Préjean) : Kala Dandekar-Rasal
- Tuppence Middleton (VF : Olivia Luccioni) : Riley « Riley Blue » Gunnarsdóttir
- Max Riemelt (VF : Alexandre Gillet) : Wolfgang Bogdanow
- Miguel Ángel Silvestre (VF : Bruno Choël) : Lito Rodriguez
- Brian J. Smith (VF : Sylvain Agaësse) : Will Gorski

Photos des acteurs interprétant les sensitifs
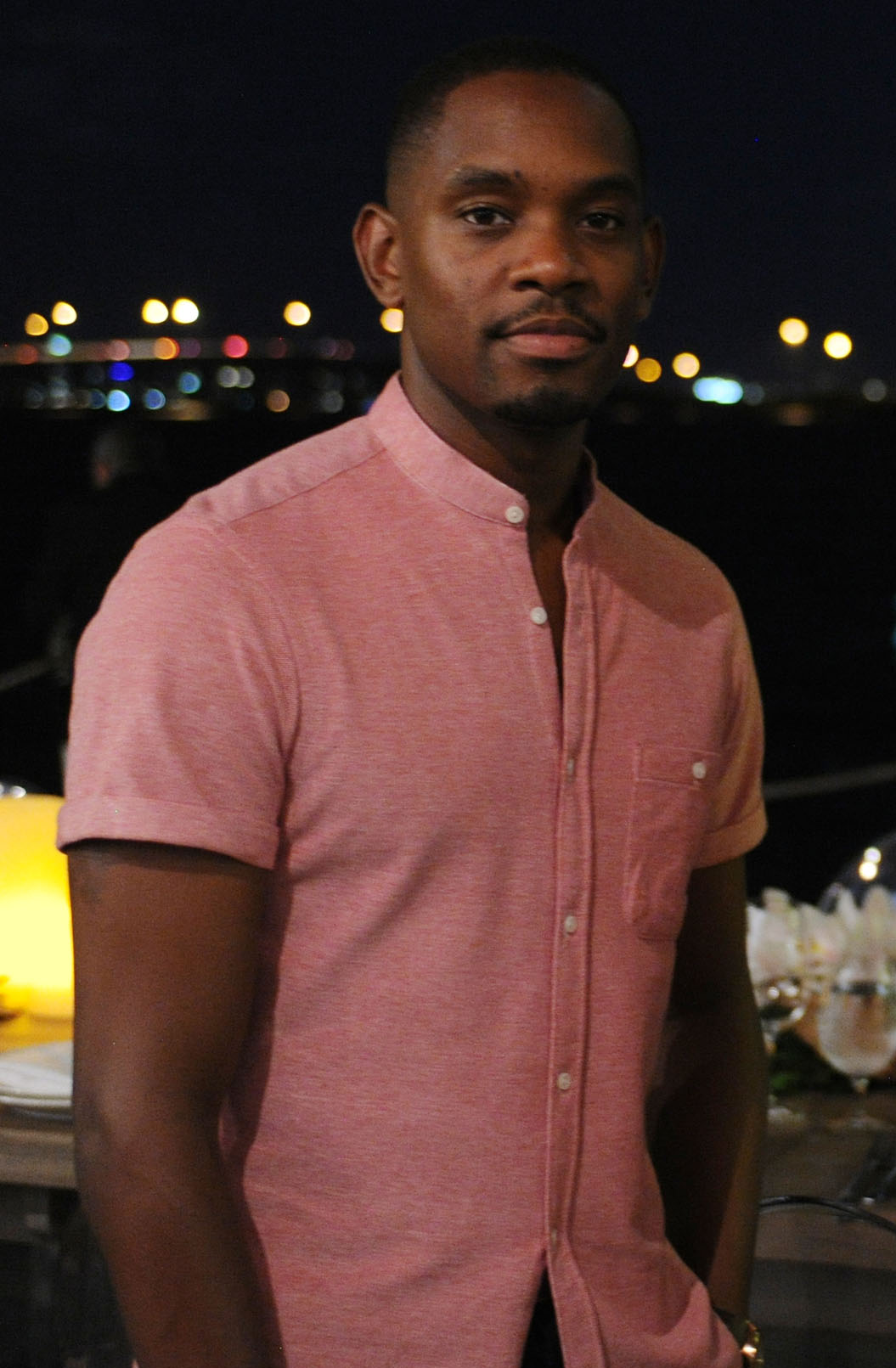
Aml Ameen interprète Capheus Onyango dans la première saison.
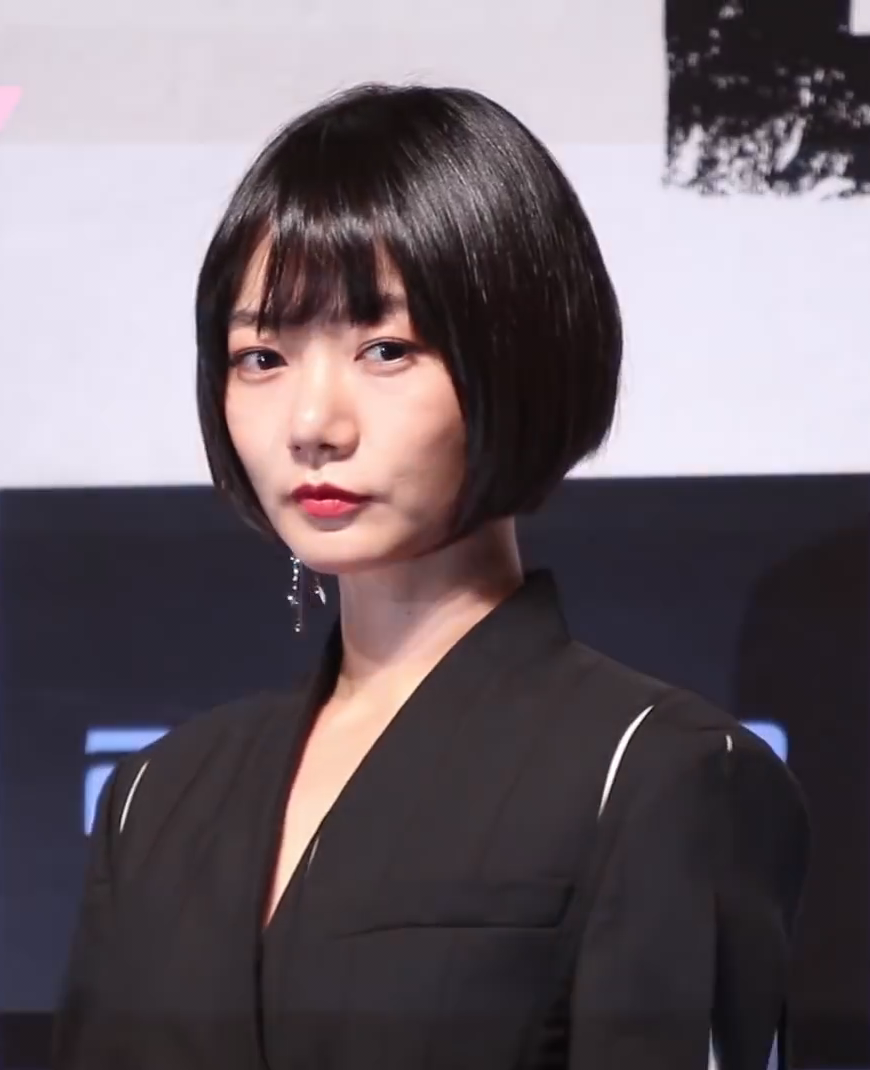
Bae Doona interprète Sun Bak.
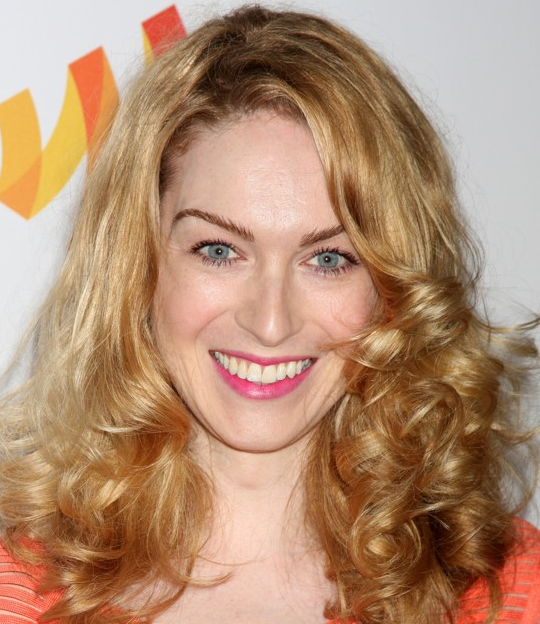
Jamie Clayton interprète Nomi Marks.
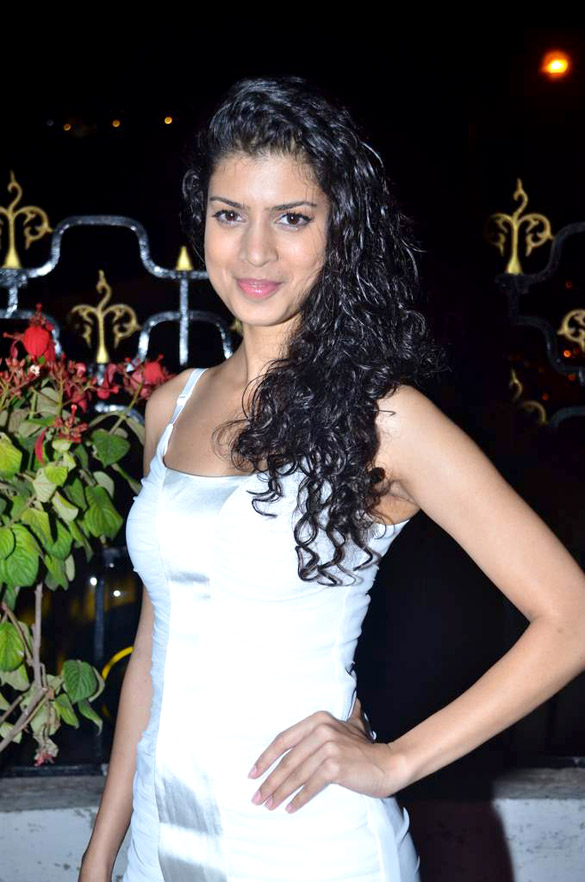
Tina Desai interprète Kala Dandekar-Rasal.
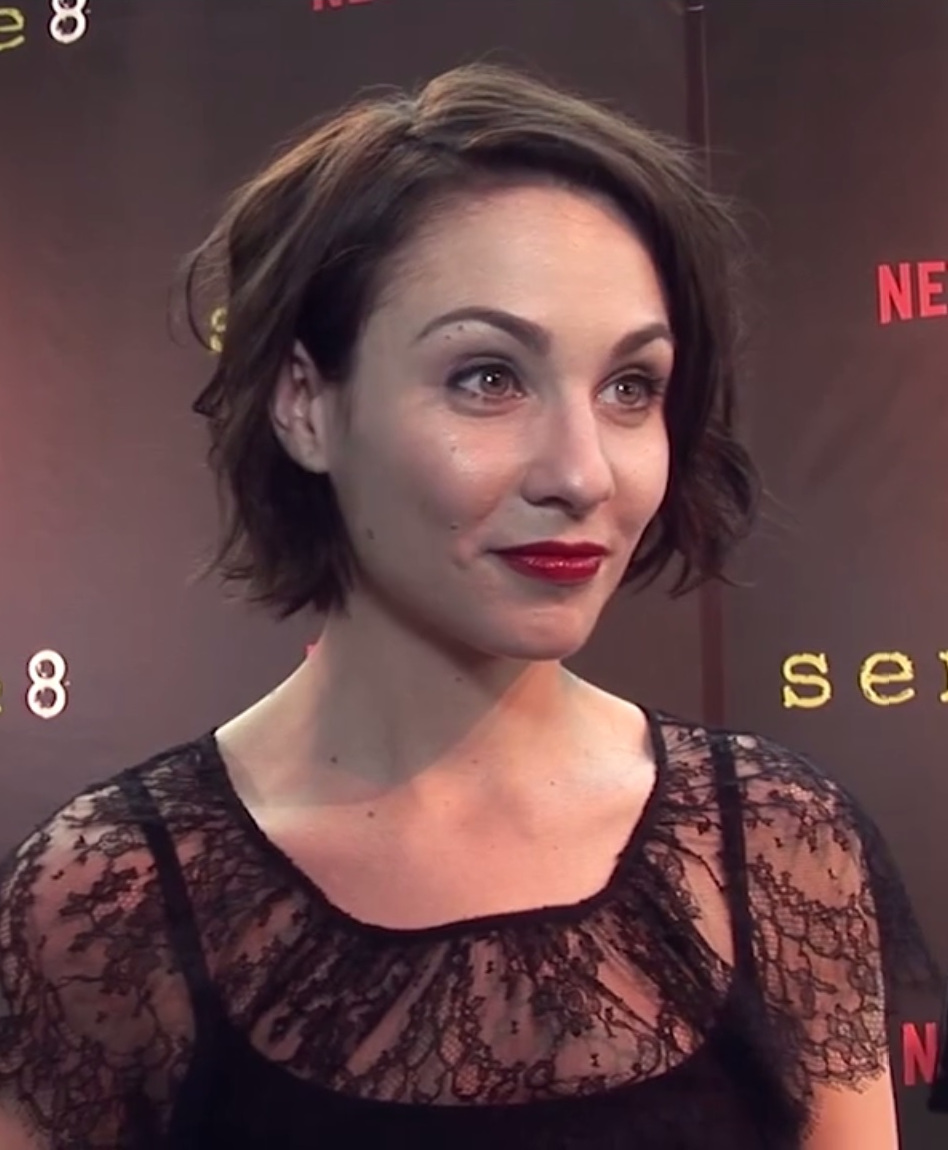
Tuppence Middleton interprète Gunnarsdóttir « Riley Blue ».
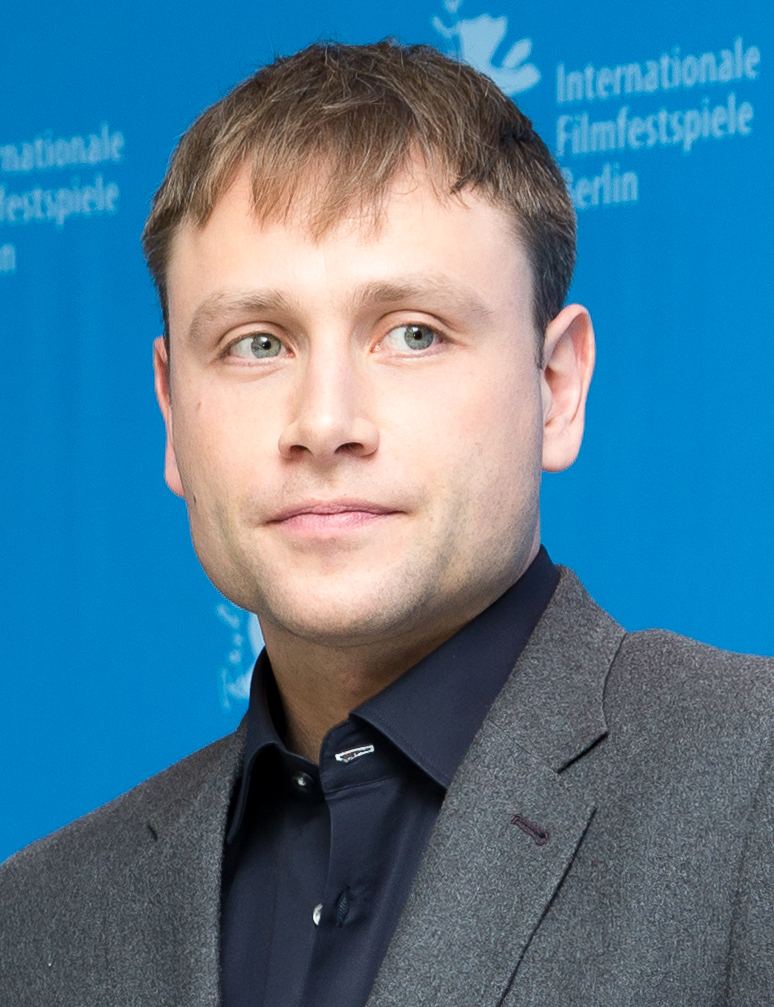
Max Riemelt interprète Wolfgang Bogdanow.
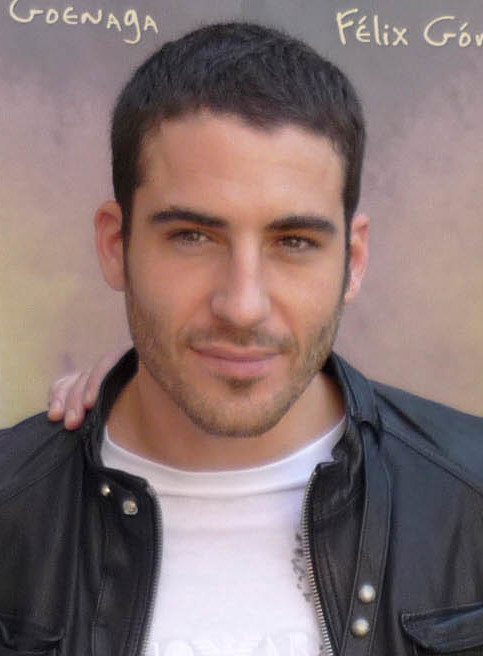
Miguel Ángel Silvestre interprète Lito Rodriguez.
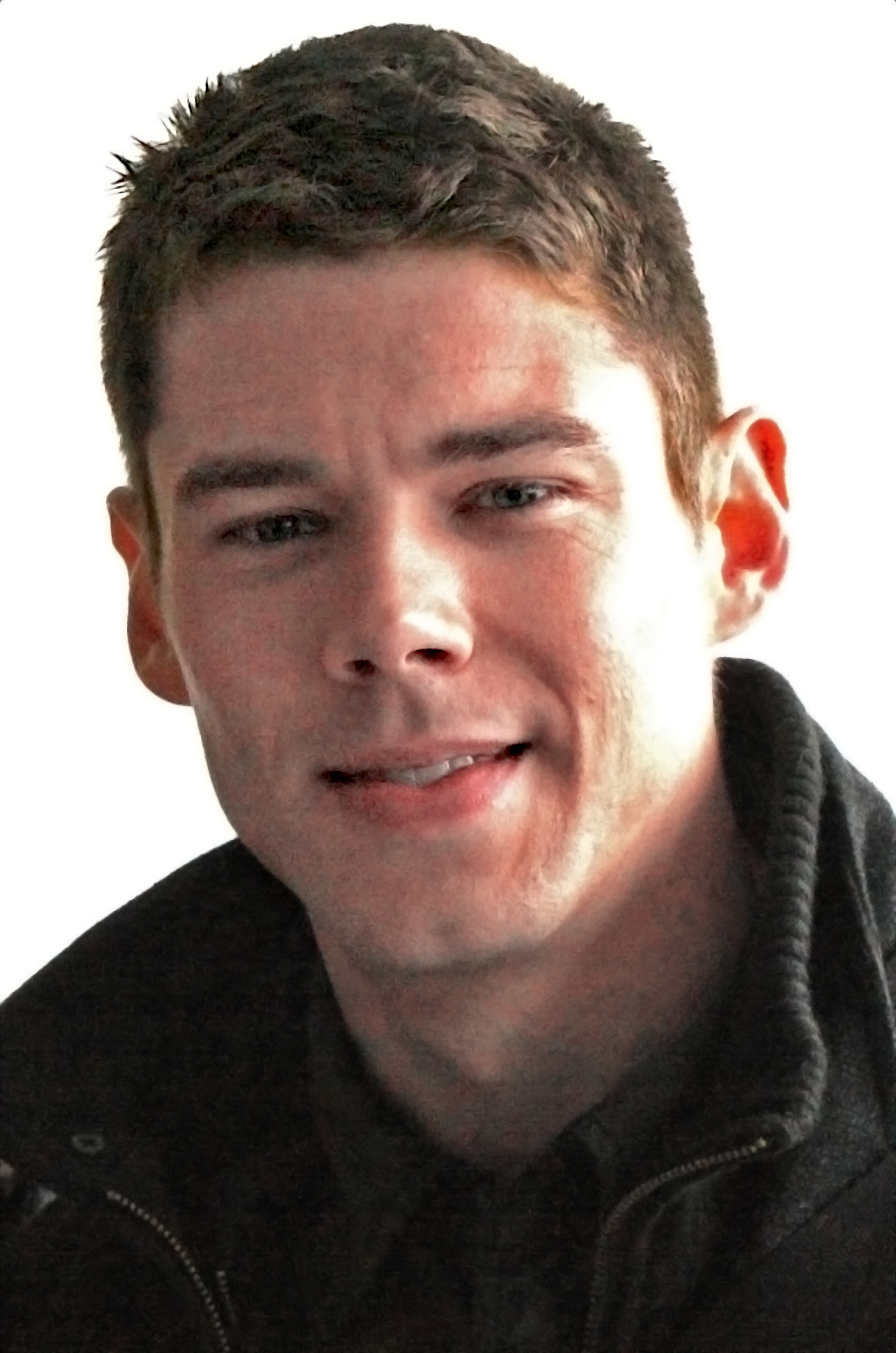
Brian J. Smith interprète Will Gorski.

Autres acteurs principaux
- Freema Agyeman (VF : Barbara Beretta) : Amanita « Neets » Caplan
- Terrence Mann (VF : Michel Papineschi) : Milton Bailey « Whispers » Brandt
- Naveen Andrews (VF : Marc Saez) : Jonas Maliki
- Daryl Hannah (VF : Martine Irzenski) : Angelica Turing[2]

Photos des autres acteurs principaux
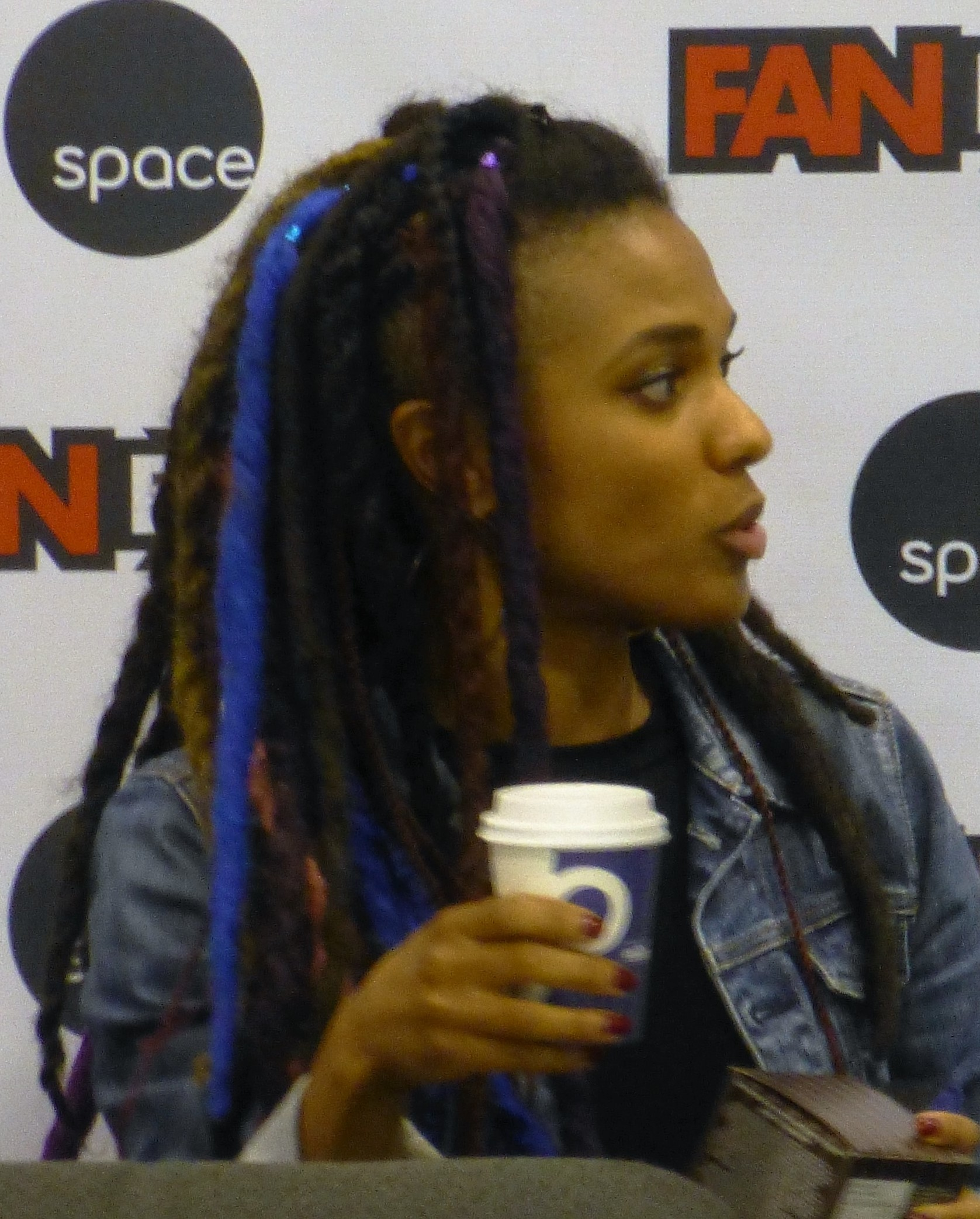
Freema Agyeman interprète Amanita Caplan.
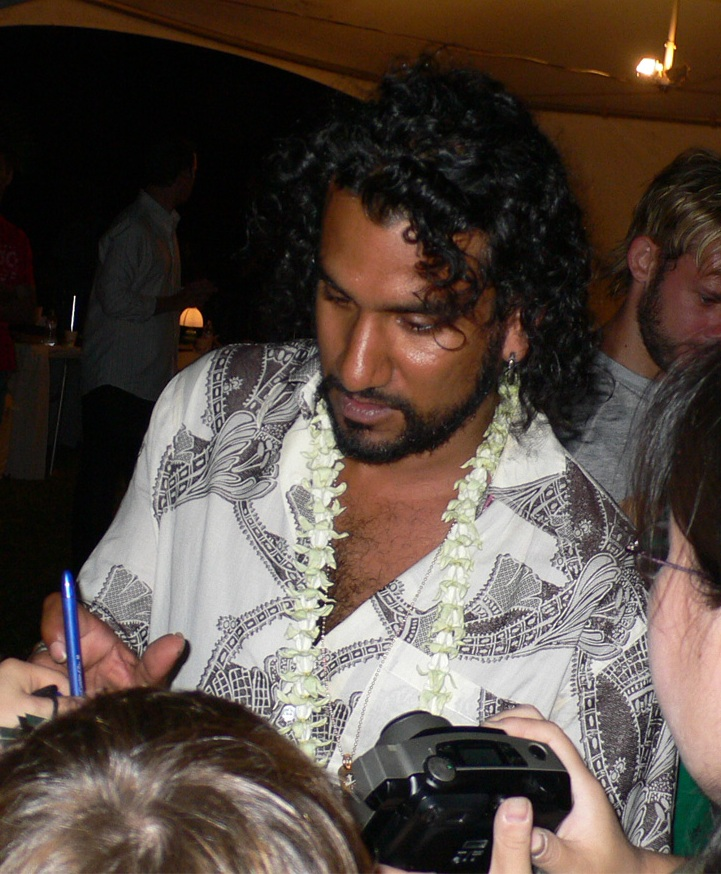
Naveen Andrews interprète Jonas Maliki.
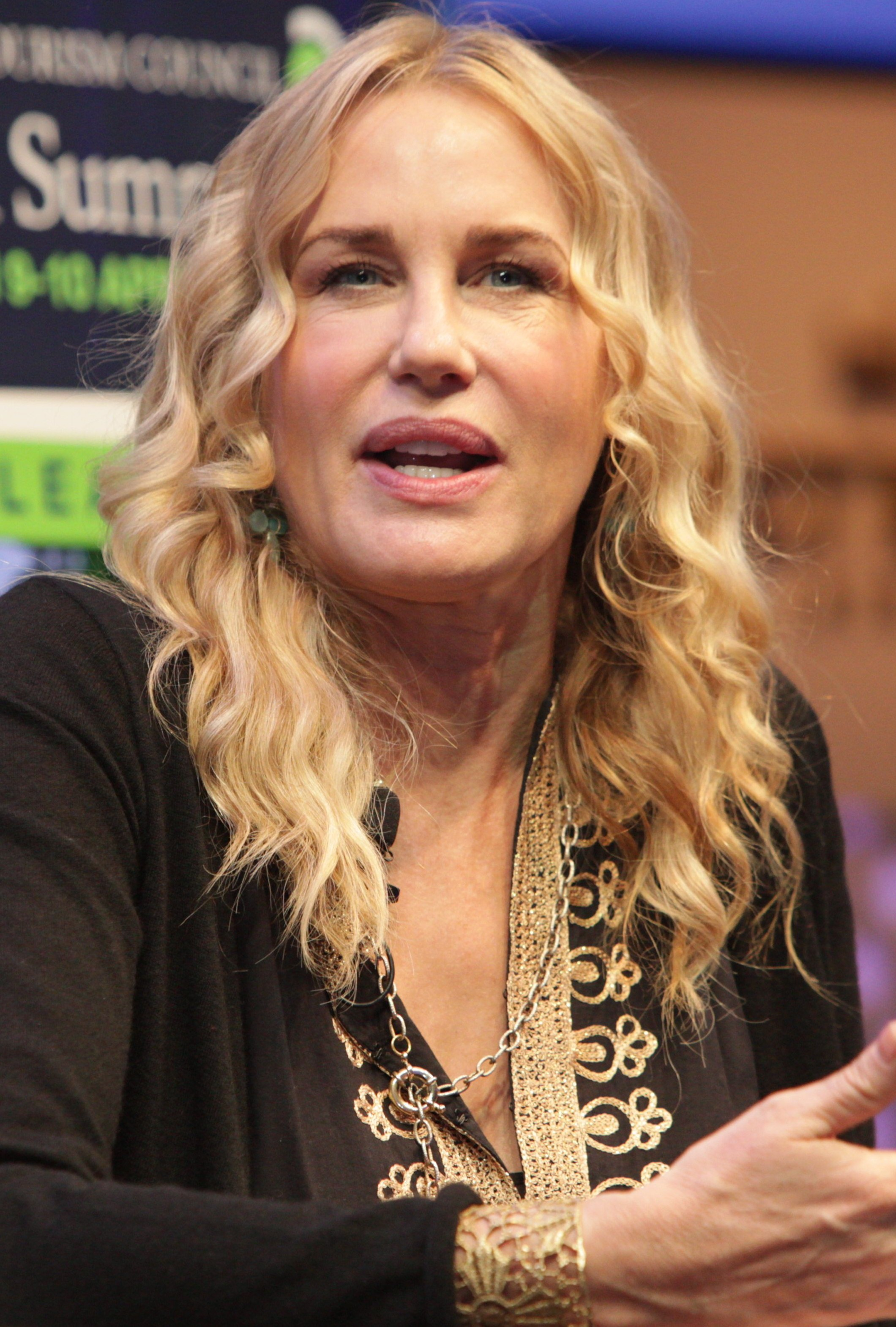
Daryl Hannah interprète Angelica Turing.

### Version française
- Société de doublage : Médiadub International (saison 1) TVS (saison 2)
- Direction artistique : José Luccioni
- Adaptation des dialogues : Jean-Hugues Courtassol, Blandine Gaydon et Hélène Jaffres

 Source et légende : version française (VF) sur RS Doublage et Doublage Série Database

## Production

### Développement
L'écriture initiale du scénario était divisée entre les Wachowski et Straczynski. Les Wachowski écrivirent les épisodes 1, 2, 3, 7, 8 et Straczynski écrivit les épisodes 4, 5, 6, 9 et 10. Puis les Wachowski réecrivirent les scripts de Straczynski et vice-versa. Lana Wachowski, une femme transgenre, écrivit le premier personnage transgenre de sa carrière, Nomi Marks. Elle a utilisé en partie son expérience : « Il y a [dans cette série] quelques scènes intenses et autobiographiques, et cela a été très difficile et surréaliste. » Straczynski a créé un dossier de 30 pages détaillant les points clés d'une hypothétique seconde saison. Les acteurs principaux auraient signé un contrat pour cinq saisons. « Nous avons présenté [cette série] comme s'étalant sur cinq années. Nous avons la trame de cinq saisons, nos accords avec les acteurs sont signés pour cinq saisons », a déclaré Straczynski, qui avait déjà écrit Babylon 5 sur cinq saisons dès sa conception. Le dessinateur de comics Steve Skroce (en), qui a collaboré avec les Wachowski film après film depuis Matrix, a réalisé les story-boards pour cette série.
Les douze premiers épisodes de la première saison sont diffusés sur la plateforme de vidéo à la demande Netflix depuis le 5 juin 2015, un épisode spécial à Noël 2016, puis la deuxième saison mise en ligne le 5 mai 2017.
Le 1er juin 2017, Netflix annonce l'annulation de la série quelques semaines après la mise en ligne de la deuxième saison. Ted Sarandos explique quelques jours plus tard qu'en dépit de sa qualité et de sa fanbase, la série ne générait pas assez de profits pour rembourser les énormes sommes d'argent que requérait sa production.
Le 29 juin 2017, Lana Wachowski annonce sur Twitter qu'à la suite de la mobilisation des fans, Netflix accepte de commander et diffuser un épisode spécial de deux heures qui servira de conclusion à la série.
En août 2017, le site pornographique xHamster propose aux sœurs Wachowski de produire la saison 3. Alex Hawkins le vice-président du site envoie une lettre ouverte aux réalisatrices et déclare : « Nous savons qu’un show sur les pansexualités est dur à vendre à une plateforme mainstream comme Netflix. Nous n’avons pas ces limitations, et nous comprenons implicitement l’interconnexion des sexualités par-delà les frontières. »

### Tournage
Pour correctement montrer l'aspect international de l'histoire, le tournage a eu lieu dans neuf villes situées dans huit pays : Chicago, San Francisco, Londres, Berlin, Séoul, Reykjavik, Mexico, Nairobi et Bombay. Pour la seconde saison, en sus des villes citées plus haut, des tournages ont eu lieu à Amsterdam, Argyll, Chippenham, Los Angeles, Malte, Positano, Redwoods, et São Paulo. Enfin, l'épisode final de la série se déroule à Naples (Rione Sanità, Centre historique) et à Paris (Montmartre, la Tour Eiffel).
La production a débuté en juin 2014, débutant par un tournage à San Francisco. Des œuvres d'artistes du Clarion Alley Mural Project sont représentées dans la série.
Le tournage à Chicago a duré du 9 juillet 2014 au 8 août 2014 in situ et aux Cinescape Film Studios. Pendant le repérage des lieux, la City Methodist Church à Gary, Indiana a également été retenue pour la première scène d'ouverture. Le Superdawg, un vendeur de hot-dogs de type drive-in, sert de décor pour quelques scènes.
Le tournage à Berlin a eu en partie lieu dans les Studios Babelsberg.
Une séquence de course-poursuite tournée à Nairobi a nécessité 700 figurants, 200 voitures et un hélicoptère.
À Bombay, une scène de danse bollywoodienne, chorégraphiée par Longinus Fernandes (en), a été tournée.
Près de Mexico, à Naucalpan, la production a filmé une lucha libre avec les acteurs portant des masques de catch.
Le tournage de l'épisode bonus a nécessité le tir d'un feu d'artifice sur le Champ-de-Mars à Paris, le 22 octobre 2017 à minuit.
Netflix prévoit dans son cahier de charges que les images doivent être au format 4K, ce qui limite les modèles de caméra gérant cette résolution. Sense8 est filmé à l'aide de Sony CineAlta PMW-F55. La nécessité de voyager entre les divers sites rend difficile de réaliser des diffusions en studio des prises du jour, aussi les images étaient-elles validées durant le tournage même, tandis que les prises étaient regardées sur tablettes personnelles.

## Épisodes

### Première saison (2015)
Elle a été mise en ligne intégralement le 5 juin 2015.
1. Résonance limbique (Limbic Resonance)
2. Nous sommes unis (I Am Also a We)
3. Les paris sont sur le sac d'os (Smart Money Is on the Skinny Bitch)
4. What's Going On?
5. L'art c'est comme une religion (Art Is Like Religion)
6. Le Démon (Demons)
7. Élémentaire, mon cher Watson (W. W. N. Double D?)
8. Nous serons tous jugés à la valeur de notre cœur (We Will All Be Judged by the Courage of Our Hearts)
9. La Mort ne nous laisse pas dire au revoir (Death Doesn't Let You Say Goodbye)
10. Qu'est-ce qu'être humain ? (What Is Human?)
11. Fais demi-tour et change l'avenir (Just Turn the Wheel and the Future Changes)
12. Je ne peux pas l'abandonner (I Can't Leave Her)

### Deuxième saison (2016-2018)
Le premier épisode a été mis en ligne le 23 décembre 2016 puis les dix épisodes suivants le 5 mai 2017. L'épisode final, commandé après l'annulation de la série pour la conclure, a été mis en ligne le 8 juin 2018.
1. Une p*tain de bonne année à tous (A Christmas Special / Happy F*cking New Year)
2. Qui suis-je ? (Who Am I?)
3. Vivre en symbiose (Obligate Mutualisms)
4. Polyphonie (Polyphony)
5. La peur ne résout rien (Fear Never Fixed Anything)
6. Isolés en surface, mais connectés en dessous (Isolated Above, Connected Below)
7. Il n'y a pas de place dans mon cœur pour la haine (I Have No Place In My Heart For Hate)
8. Tout ce que je veux, c'est une balle de plus (All I Want Right Now Is One More Bullet)
9. Ce qu'était vraiment la famille (What Family Actually Means)
10. Si tout le monde est une scène, alors l'identité n'est rien de plus qu'un costume (If All the World's a Stage, Identity Is Nothing But a Costume)
11. Tu veux la guerre ? (You Want a War?)
12. Amor Vincit Omnia

## Autour de la série

### Les sensitifs
- Capheus « Van Damn » Onyango (Aml Ameen (saison 1) / Toby Onwumere (saison 2)) : un conducteur de matatu à Nairobi au Kenya, qui cherche désespérément à gagner de l'argent pour pouvoir soigner sa mère[36].
- Sun Bak (Bae Doona) : la fille d'un puissant homme d'affaires pour lequel elle travaille à Séoul en Corée du Sud, pratiquant le kwan ki do[37].
- Nomi Marks (Jamie Clayton) : une femme transgenre, blogueuse et hackeuse, de San Francisco[38].
- Kala Dandekar-Rasal (Tina Desae) : une pharmacienne de Bombay, fiancée à un homme dont elle n'est pas amoureuse.
- Riley « Riley Blue » Gunnarsdóttir (Tuppence Middleton) : une DJ de Londres au passé trouble, originaire de Reykjavik, en Islande.
- Wolfgang Bogdanow (Max Riemelt) : un cambrioleur né à Berlin-Est, résidant à Berlin, à l'histoire familiale complexe.
- Lito Rodriguez (Miguel Ángel Silvestre) : un célèbre acteur de films d'action surnommé El caïdo, d’origine espagnole, vivant à Mexico, qui dissimule son homosexualité[10].
- Will Gorski (Brian J. Smith) : un policier de Chicago hanté par un meurtre non résolu durant son enfance.

### Barrière linguistique
Dans la version originale, au lieu d'avoir recours à des sous-titres, tous les personnages s'expriment oralement en anglais, mais il est sous-entendu que les personnages principaux parlent à leur entourage dans la langue de leur pays (par exemple en espagnol pour Lito, en allemand pour Wolfgang), les affiches sur les lieux de tournage étant laissées intactes. Au cours des premiers épisodes, les Sensitifs découvrent qu'ils ont le pouvoir de communiquer directement entre eux sans aucune connaissance préalable de la langue de leur interlocuteur.

### Sense8: La Création du monde
Sense8 : La Création du monde est un documentaire de 25 minutes mis en ligne le 8 août 2015 par Netflix (à l'occasion de l'annonce de la deuxième saison de la série et de l'anniversaire des héros) et qui relate le tournage de la première saison autour du monde, par l'intermédiaire d'images du tournage et d'interviews des acteurs et de la production.

### Musique
Les deux saisons de Sense8 regorgent de différentes musiques plus ou moins connues. Les réalisatrices ont ainsi illustré beaucoup de scènes avec des chansons (triées ici dans l'ordre d'apparition des épisodes).

#### Saison 1
- Cowboys from Hell - Pantera
- Dauõalogn - Sigur Rós
- Kettering - The Antlers
- Get Some - Lykke Li
- What's Up? - 4 Non Blondes
- Perfidia - Los Panchos
- Demons - Fatboy Slim
- Baba O'Riley - The Who
- Concerto pour piano n°5 en mi bémol majeur Op. 73 I. Allegro & II. Adagio un poco mosso - Ludwig van Beethoven
- Mad World (Instrumental Mix) - Marius Furche
- Knockin' On Heaven's Door - Antony and the Johnsons
- Keep It Close - Seven Lions
- Sæglópur - Sigur Rós

#### Saison 2
- Feeling Good - Avicii
- Home We'll Go (Take My Hand) - Steve Aoki
- Chan chan - Compay Segundo
- Huff + Puff - Just a Band
- Knockdown - Dave202
- Superhero - EL
- I'd Love To Change The World - Jetta, Matsub (remix)
- The Talking Fish - Ibibio Sound Machine
- Hallelujah - Jeff Buckley
- Auld Lang Syne - Guy Lombardo
- All My Days - Alexi Murdoch
- Memory Gospel - Moby
- Requiem in D Minor, K. 626: IIIa. Sequence. Dies irae - Wolfgang Amadeus Mozart
- Small Things - Ben Howard
- Good For Me - Above & Beyond
- The Sharing Song - Jack Johnson
- Wise Enough - Lamb
- Watching the Storm - U137
- Painting Greys - Emmit Fenn
- Sugar (feat. Francesco Yates) - Robin Schulz
- Hope There's Someone - Avicii, Tim Bergling
- Expensive Shit - Fela Kuti
- World Spins Madly On - The Weepies
- Break Your Dub (Original Mix) - Heather M
- Path 5 (Mogwai Remix) - Max Richter
- Phantom Studies - Marcel Dettmann
- I Feel You - Depeche Mode
- Experience - Ludovico Einaudi
- Escalate (feat. Stella Rhymes) - Ondray
- Back Where I Belong (feat. Avicii) - Otto Knows
- Rather Be (feat. Jess Glynne) - Clean Bandit

## Accueil critique
À l'occasion de la sortie de l'épisode final, Pierre Langlais, pour Télérama, souligne dans la série la mise en avant des minorités, notamment les personnages transgenres à travers Nomi, et « son goût pour les excès, (...) sa mise en scène joyeusement boursouflée, pleine de ralentis, de couchers de soleil et de longues séquences musicales ». Alexandre Buyukodabas, dans Les Inrockuptibles, reproche à ce dernier épisode un rythme trop soutenu et de multiples incohérences, mais qui n'impactent pas le message de tolérance et bienveillance qui portait la série.